# Kunene-Sambesi-Expedition
Kunene-Sambesi-Expedition (abreviado Kunene-Sambesi Exped.) es un libro con ilustraciones y descripciones botánicas que fue escrito por  Otto Warburg y publicado en Berlín en el año 1903 con el nombre de Kolonial-Wirtschaftliches Komittee. Kunene-Sambesi-Expedition H. Baum 1903. Im Auftrag des Kolonial-Wirtschaftlichen Komitees Herausgegeben von...O. Warburg.
O. Warburg fue el editor y el autor (en parte) del Dicotyledonae, p. 219 a 427, así como varios capítulos.